# Киёво (озеро)
Киёво (Киово, Кийово) — озеро, расположенное на территории города Лобня Московской области России, у бывшего села Киёво.
Площадь — 0,22 км². Максимальная глубина — 1,7 метра.
Озеро имеет моренно-ледниковое происхождение. Берега сильно заросли рогозом, осокой. На озере есть плавучие острова, образованные сплетёнными корнями водных растений — «сплавины».

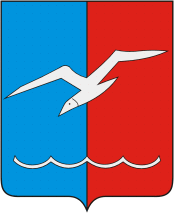
Киёвская чайка изображена на гербе Лобни.

До середины 1990-х годов на озере гнездилась крупнейшая в Московской области, а по некоторым данным — и в Европе колония речных чаек. В 1930-х годах орнитологи насчитывали на озере 6 тысяч чаек, в 1975-м там было уже 8200 гнёзд. Максимальная численность пар чаек была достигнута в 1986 году — 45-50 тыс. пар. Озеро не могло прокормить такую массу птиц, и они начали искать пропитание на городской свалке. После закрытия свалки оказалось, что птицы приспособились к питанию отбросами и уже не могут самостоятельно ловить рыбу. В итоге киёвская популяция чаек катастрофически сократилась, частично мигрировав на другие площадки области: водоёмы Лосиного Острова, Бисеровское рыбное хозяйство, Люблинские поля фильтрации; впрочем, после закрытия последних гнездовья там не встречаются. Сыграло свою роль в исчезновении гнездовий речной чайки и зарастание озера, в связи с которым гнёзда на ранее плавучих сплавинах стали доступны крысам и кошкам, и антропогенное воздействие.
Озеро Киёво и его котловина являются памятником природы (особо охраняемой природной территорией федерального значения).

## В литературе
Лобненское озеро стало «главным героем» небольшого рассказа детского писателя Ю. И. Коваля «Озеро Киёво», входящим в сборник «Про них»:
Ссохлось озеро Киёво. Морщины островов и заливов раскололи водное зеркало. Почти все чайки ушли на вольные места, а многие стали жить на земле, на пашне.